# Kampung Kuala
Kampung Kuala is een bestuurslaag in het regentschap Aceh Timur van de provincie Atjeh, Indonesië. Kampung Kuala telt 348 inwoners (volkstelling 2010).